# Witold Łuniewski
Witold Aleksander Robert Łuniewski (ur. 15 stycznia 1881 w Warcie, zm. 21 stycznia 1943 w Tworkach) – polski lekarz psychiatra. Docent psychiatrii sądowej i psychopatologii kryminalnej Instytutu Higieny Psychicznej i Uniwersytetu Warszawskiego, prekursor polskiej szkoły psychiatrii sądowej i psychiatrii penitencjarnej, założyciel i dyrektor szpitala psychiatrycznego w Warcie i dyrektor Szpitala Tworkowskiego (1919–1939). Współtwórca Państwowego Instytutu Pedagogiki Specjalnej. Wielki mistrz wolnomularskiej Wielkiej Loży Narodowej Polskiej.

## Życiorys
Syn rejenta Hipolita Roberta Łuniewskiego (1845–1933) i Marii z Dłużniakiewiczów (1859–1916). Uczęszczał do gimnazjum w Kaliszu, po jego ukończeniu w 1900 rozpoczął studia medyczne na Cesarskim Uniwersytecie Warszawskim. Po strajku studenckim w 1905 i zamknięciu uczelni ukończył studia na Uniwersytecie w Kazaniu, składając egzamin państwowy w 1906. W 1907 przez kilka miesięcy pracował w klinice neurologiczno-psychiatrycznej Uniwersytetu Jagiellońskiego u Jana Piltza. Z powodu choroby (gruźlica kręgosłupa) wyjechał do sanatorium w Davos, pracował tam również jako asystent Eugena Nienhausa i ogłosił pracę o zaburzeniach nastroju u gruźlików (Über die Ermüdbarkeit und Reizbarkeit der Tuberkulösen).
W 1908 odbył staż w klinice psychiatrycznej Uniwersytetu w Zurychu u Eugena Bleulera. Odbywał także staże u Emila Kraepelina. W 1909 powrócił do rodzinnego miasta, gdzie zorganizował szpital psychiatryczny. Uczestniczył w I zjeździe psychiatrów, neurologów i psychologów polskich w październiku 1909 w Warszawie.
Podczas I wojny światowej, w latach 1915–1917, był działaczem POW w powiecie sieradzkim, na potrzeby organizacji użyczał swojego domu i pomieszczeń szpitalnych. Na przełomie 1918 i 1919 został internowany w niemieckich obozach jenieckich w Havelbergu i Lamsdorfie. Po powrocie w marcu 1918 ponownie włączył się w działalność niepodległościową.
9 czerwca 1910 ożenił się z lekarką psychiatrą Felicją Pożaryską (1885–1974). Nie mieli dzieci, wychowali troje sierot (w tym przyszłą etnograf Zofię Neymanową).
15 maja 1919 został powołany na stanowisko dyrektora szpitala tworkowskiego. Od 1920 do końca swojego urzędowania spisywał systematycznie kronikę Tworek. W kronice omawia ruch chorych, statystykę jednostek chorobowych, szczególne przypadki pacjentów, budżet i inwestycje szpitala, tematy posiedzeń naukowych i publikacji pisanych przez lekarzy Tworek oraz sylwetki niektórych kolegów.
W okresie dwudziestolecia międzywojennego, zgodnie z koncepcją podwarszawskich „miast ogrodów”, rozbudował szpital tworkowski o kompleks budynków i park w stylu art déco. Stworzył pierwszy w Polsce specjalistyczny oddział obserwacji sądowo-psychiatrycznych.
W 1932 habilitował się na Uniwersytecie Warszawskim pod kierunkiem Jana Mazurkiewicza. Należał do komitetu redakcyjnego „Rocznika Psychiatrycznego”.
W okresie drugiej wojny światowej uchronił pacjentów Szpitala Tworkowskiego przed masową eksterminacją w ramach tzw. akcji T4.
Jako pierwszy otrzymał tytuł honorowego obywatela Warty. 
Był autorem około 50 prac naukowych. W czasie studiów wspólnie z Dobrowolskim przetłumaczył na polski podręcznik dermatologii Jessnera. W jego dorobku znajdują się dwie pozycje podręcznikowe – podręcznik psychopatologii (Warszawa, 1925) i wydany pośmiertnie w redakcji Stanisława Batawii Zarys psychiatrii sądowej (Warszawa, 1950).
Zmarł 21 stycznia 1943 w Tworkach. Został początkowo pochowany na przyszpitalnym cmentarzu, a później zgodnie z jego wolą trumnę przewieziono do Warty i złożono w rodzinnym grobie Łuniewskich.

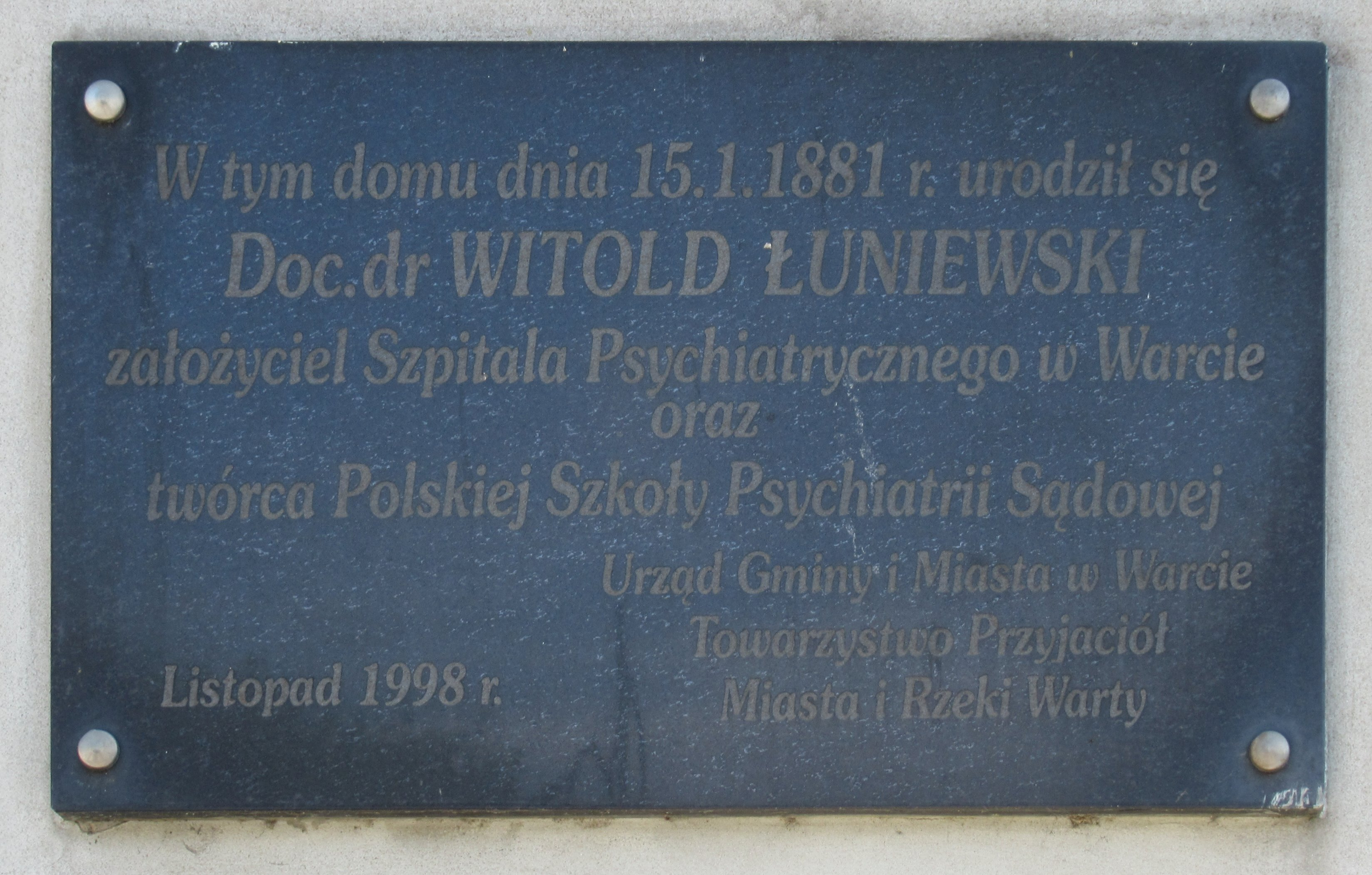
Tablica pamiątkowa w Warcie (pow. sieradzki)

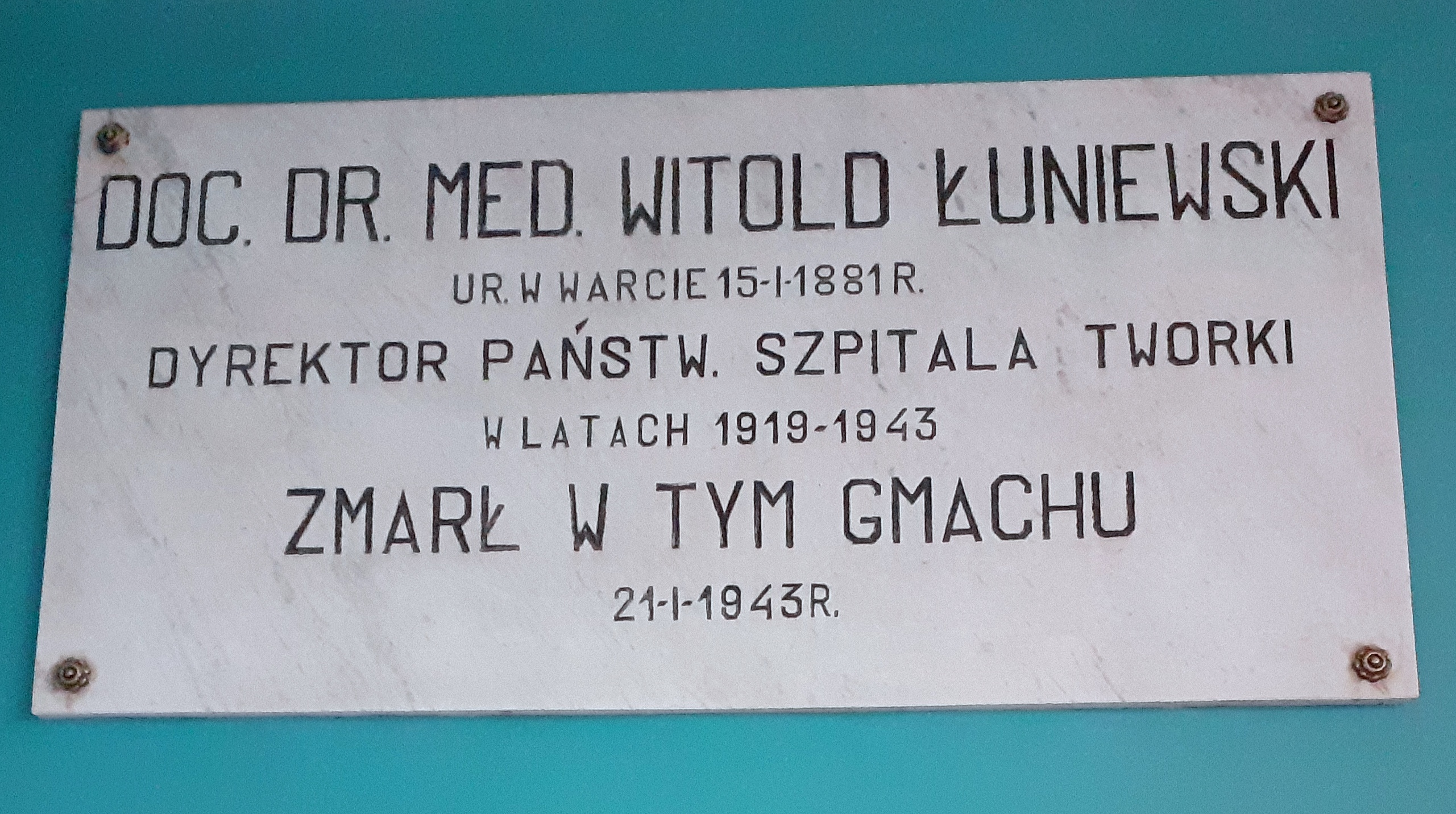
Tablica upamiętniająca Witold Łuniewskiego w budynku dyrekcji szpitala w Tworkach

## Ordery i odznaczenia
- Krzyż Niepodległości (7 lipca 1931)[3]
- Krzyż Oficerski Orderu Odrodzenia Polski (27 listopada 1929)[4]
- Złoty Krzyż Zasługi (11 listopada 1937)[5]
- Krzyż Kawalerski Orderu Orła Białego (Jugosławia)[6]

## Upamiętnienie
W 1989 został patronem szpitala psychiatrycznego w Warcie (obecnie Wojewódzki Szpital Psychiatryczny w Warcie).

## Wybrane prace
- Przypadek hemiplegiæ alternans z umiejscowieniem w półkulach mózgowych. Czasopismo Lekarskie 7, s. 245–254, 1905.
- Über die Ermüdbarkeit und Reizbarkeit der Tuberkulösen: Psychologisch-experimentelle Studie. Leipzig: J. A. Barth, 1909.
- Über die Ermüdbarkeit und Reizbarkeit der Tuberkulösen. Journal für Psychologie und Neurologie 12, 1909.
- Zagadnienie poczytalności. Nowiny Lekarskie 35 (6), s. 365–372, 1923.
- Wiadomości początkowe z psychopatologji ogólnej. Warszawa, 1925.
- Przypadek pozbawienia życia trojga ludzi z motywów urojeniowych. Rocznik Psychjatryczny 4, s. 45–64, 1926.
- Ustawa o małżeństwie w świetle dezyderatów psychiatrii sądowej. Warszawskie Czasopismo Lekarskie 3 (12), s. 591–592, 1926.
- Psychoza szałowo-posępnicza w kazuistyce sądowo-psychjatrycznej. Rocznik Psychjatryczny 7, s. 1–53, 1928.
- Psychopatja ustrojowa w teorji i praktyce sądowo-psychjatrycznej. Rocznik Psychjatryczny 11, s. 65–85, 1929.
- O nowej redakcji artykułów polskiej Legis Ferendae, dotyczących niepoczytalności, t.zw. poczytalności zmniejszonej i poczytalności w stanach upojenia. Rocznik Psychjatryczny 13, s. 90–124, 1930.
- Uczucia moralne i znaczenie samoistnego ich braku w patologji psychiki ludzkiej. Rocznik Psychjatryczny 18/19, s. 231–307, 1932.
- Patologja charakteru w oświetleniu sądowo-cywilnem. Rocznik Psychjatryczny 20, s. 179–187, 1933.
- W sprawie liczby narkomanów i ich jakości ustrojowej. Rocznik Psychjatryczny 21, s. 218–232, 1933.
- Psychjatryczno-społeczne znaczenie narkomanji. Medycyna 8 (5), s. 153–156, 1934.
- Zagadnienie pozbawienia płodności w polskim projekcie ustawy eugenicznej. Warszawskie Czasopismo Lekarskie 12 (41, 42), s. 785–787, 804–806, 1935.
- Społeczno-psychiatryczne motywy hamowania rozrodu. Rocznik Psychjatryczny 29/30, s. 37–55, 1937.
- Hamowanie rozrodu oligofreników. Rocznik Psychjatryczny 31, s. 70–85, 1938.
- Zarys psychiatrii sądowej: część ogólna. Warszawa: Państwowy Zakład Wydawnictw Lekarskich, 1950.